# ایران و سند ۲۰۳۰ یونسکو
سند ۲۰۳۰ یونسکو یا اهداف توسعهٔ پایا با نماد اختصاری SDGs مجموعه‌ای از اهداف هستند که به آینده مربوط می‌شوند.
در آذرماه ۱۳۹۵ سند ملّی آموزش ۲۰۳۰ را برای اعمال هدف‌های آموزشی این برنامهٔ جهانی با حضور وزرای آموزش و پرورش و علوم ایران طی یک مراسم رونمایی کرد. گفته شد که این سند توسط کمیسیون علمی، فرهنگی و تربیتی سازمان ملل (یونسکو) در ایران در چارچوب عمل جهانی آموزش ۲۰۳۰ به عنوان سند ملّی آموزش ملی ۲۰۳۰ ایران تهیه و تدوین شده است.
این موضوع واکنش‌های زیادی را در میان مقامات و ارگان‌های نظام جمهوری اسلامی ایران برانگیخت. طبق گزارش‌های منتشر شده، روز سه‌شنبه ۲۳ خردادماه ۱۳۹۶ اعضای شورای عالی انقلاب فرهنگی طی جلسه‌ای به لغو سند ۲۰۳۰ رأی دادند.

## سند ۲۰۳۰ یونسکو
در سپتامبر ۲۰۱۵ (شهریورماه ۱۳۹۴) رؤسای دولت‌ها، نمایندگان بلندپایهٔ نهادهای تخصصی سازمان ملل متحد و جامعهٔ مدنی گرد هم آمدند و در مجمع عمومی سازمان ملل متحد، دستور کار سند ۲۰۳۰ را تصویب کردند و به این ترتیب این سند جایگزین اهداف توسعهٔ هزاره شد.
سند ۲۰۳۰ یونسکو شامل ۱۷ هدف اصلی و ۱۶۹ هدف ویژه است که نقشهٔ راه جامعهٔ بین‌المللی را در زمینه توسعهٔ پایا برای تحقق حکومت یک‌پارچه در سازمان ملل برای پانزده سال آینده ترسیم می‌کند. ایران نیز از کشورهای شرکت‌کننده در این اجلاس بود که متعهد به اجرای این سند شد.

## واکنش سید علی خامنه‌ای
سید علی خامنه‌ای در ۱۲ اردیبهشت‌ماه ۱۳۹۶ مخالفت خود را با مفاد سند ۲۰۳۰ یونسکو از جمله برابری جنسیتی، گسترش آموزش‌های دوزبانه و چندزبانه در جوامع چندزبانه و نیز چگونگی آموزش و یادگیری مادام‌العمر اعلام کرد. خامنه‌ای بار دیگر روز ۱۷ اردیبهشت‌ماه ۱۳۹۶ از «اجرای بی‌سروصدای» این سند در ایران انتقاد کرد و اجرای آن را «غیرمجاز» دانست و اعلام کرد که جمهوری اسلامی تسلیم سندهایی مانند سند ۲۰۳۰ یونسکو نخواهد شد. وی گفت: «این سند ۲۰۳۰ یونسکو چیزی نیست که جمهوری اسلامی تسلیم آن شود. اصل کار غلط است؛ اینکه برویم سندی امضا کنیم و بعد بی‌سروصدا آن را اجرا کنیم، مطلقاً مجاز نیست.» وی گله‌مندی خود را از شورای عالی انقلاب فرهنگی ابراز داشت.
خامنه‌ای در تاریخ ۱۸ خردادماه ۱۳۹۶ نیز با انتقاد دوباره از امضای سند آموزشی یونسکو در پاسخ به اظهارات حسن روحانی مبنی بر اینکه دربارهٔ این سند «گزارش دروغ» به رهبر داده شده، گفت: «برداشت افرادی که خیال می‌کنند ما در این موضوع گزارش‌های درستی نگرفته‌ایم، برداشت درستی نیست… برخی می‌گویند ما در این خصوص تحفظ داده‌ایم و گفته‌ایم فلان بخش آن را قبول نداریم، در حالی که حتی اگر هیچ مورد واضحِ خلاف اسلام در آن وجود نداشت، باز هم نظام آموزشی نباید در بیرون از کشور نوشته شود، حال آنکه موارد خلاف اسلام نیز در آن سند وجود دارد.»

## انتشار سند مصوبه دولت
پس از اعتراض خامنه‌ای و امامان جمعه ایران به اجرای سند ۲۰۳۰ یونسکو، در تاریخ ۲۰ خردادماه ۱۳۹۶ حسن روحانی تصویر مصوبهٔ دولت دربارهٔ این سند را در شبکهٔ اینستاگرام خود منتشر کرد. وی در این پیام با عنوان «دروغ‌های بزرگ دربارهٔ سند ۲۰۳۰» از جمله نوشت: «فریبکاران حتی به رهبری هم گزارش دروغ دادند و مدعی هستند دولت مصرانه به دنبال اجرای این سند است.»
این سند به تاریخ ۲۵ شهریورماه ۱۳۹۵ نشان می‌دهد دفتر خامنه‌ای و دیگر قوا از این مصوبه اطلاع داشته‌اند و رونوشت این مصوبه یک سال پیش، به دفتر خامنه‌ای، مجلس، قوهٔ قضائیه، سازمان بازرسی کل کشور، دیوان محاسبات و دیگر نهادهای انقلاب اسلامی ارسال شده است.

## موضع‌گیری مجلس
دو روز پس از انتقاد خامنه‌ای از اجرای سند ۲۰۳۰ یونسکو در ایران، علی لاریجانی رئیس مجلس شورای اسلامی نیز از دور زدن مجلس در بررسی این سند انتقاد کرد. وی در ابتدای جلسهٔ علنی روز سه‌شنبه ۱۹ اردیبهشت‌ماه ۱۳۹۶ در این باره گفت: «از کمیسیون آموزش و تحقیقات می‌خواهم رسیدگی و نظارت جدی نماید تا اوّلاً نظرات رهبری معظم در اسرع وقت تحقق یابد و ثانیاً رسیدگی شود که چرا این مسیر طی شد و نظرات کمیسیون آموزش و تحقیقات و مجلس اخذ نگردید و نتیجه را به مجلس گزارش نماید.» لاریجانی افزود: «مخصوصاً با توجه به قانون برنامهٔ ششم که وزارت آموزش و پرورش صرفاً موظف به اجرای سند تحول شود، باید به این موضوع رسیدگی جدی شود.»
سخنگوی کمیسون فرهنگی مجلس شورای اسلامی ایران نیز در ۱۷ خردادماه ۱۳۹۶ گفته بود که سند ۲۰۳۰ غیرقانونی است و مجلس آن را تصویب نکرده است.
در جلسهٔ علنی ۲۳ خردادماه ۱۳۹۶ مجلس شورای اسلامی ۱۵۱ نماینده مجلس طی نامه‌ای از حسن روحانی خواستند که لغو سند ۲۰۳۰ را رسماً اعلام کند. محمدحسین فرهنگی عضو هیئت‌رئیسه مجلس، در این جلسه قسمت‌هایی از نامه ۱۵۱ نماینده مجلس به حسن روحانی رئیس‌جمهور وقت را به این شرح قرائت کرد: «۱۵۱ نماینده مجلس مواردی را دربارهٔ سند ۲۰۳۰ مطرح کرده و در پایان اعلام کردند که این سند به دلیل عدم تصویب در مجلس، اعتبار ندارد. همچنین با توجه به اینکه مقام معظم رهبری صریحاً بر ضرورت لغو این سند به دلیل نقض استقلال فرهنگی جمهوری اسلامی ایران و اجرای سند تحول بنیادین آموزش و پرورش تأکید کرده‌اند، انتظار می‌رود در راستای اجرای جزء ۱ بند الف ماده ۶۳ در قانون برنامه ششم ملغی اثر بودن این سند به صورت رسمی اعلام شود.»

## موضع‌گیری قوهٔ قضائیه
صادق لاریجانی، رئیس قوهٔ قضائیه ایران روز دوشنبه ۲۲ خردادماه ۱۳۹۶ اطلاع داشتن این قوه از جزئیات سند ۲۰۳۰ را «دروغ محض» دانست و از دولت حسن روحانی خواست که «مسئولیت کار خود را در این زمینه به عهده بگیرد و دنبال شریک جرم نباشد.»  لاریجانی افزود: «با بررسی سند ادعایی و ملاحظه تاریخ آن که ۲۵ شهریورماه سال ۹۵ است، به سادگی می‌توان دریافت که این مصوبه هیئت وزیران، ماه‌ها پس از بررسی سند ۲۰۳۰ و اتخاذ تصمیم پیرامون آن، صرفاً مربوط به تشکیل کارگروه ملّی آموزش ۲۰۳۰ با مسئولیت وزارت آموزش و پرورش است که همانند سایر مصوبات هیئت محترم وزیران در روزنامهٔ رسمی منتشر و به دستگاه‌های ذی‌ربط ابلاغ شده است و در آن هیچ اثری از محتوا و جزئیات بیانیه «چارچوب اقدام برای آموزش» موسوم به سند ۲۰۳۰ به چشم نمی‌خورد.»

## سایر واکنش‌ها
منصور کبگانیان دبیر ستاد راهبری نقشهٔ جامع علمی که عضو شورای عالی انقلاب فرهنگی ایران نیز است، روز سه‌شنبه ۱۹ اردیبهشت‌ماه ۱۳۹۶ گفت: «طبق مطالبهٔ رهبر انقلاب، بخش آموزش سند ۲۰۳۰ در حال حاضر متوقف شده است.»
سخنگوی وزارت امور خارجه ایران، بهرام قاسمی در تاریخ ۲۷ اردیبهشت‌ماه ۱۳۹۶ اظهار داشت که موضع اصولی و تغییرناپذیر ایران اجرا نکردن قسمت‌هایی از سند ۲۰۳۰ است که با قوانین و باورهای دینی و اولویت‌های ملّی و ارزش‌های اخلاقی جامعهٔ ایران در تناقض است.
در ۱۰ خردادماه ۱۳۹۶ وزارت علوم جمهوری اسلامی ایران بیانیه‌ای به شرح زیر انتشار داد: «چارچوب اقدام آموزش ۲۰۳۰» صرفاً یک بیانیه است و در زمره پیمان‌نامه‌ها نمی‌گنجد و الزام‌آور نیست و کشورها مطابق با ساختار ملّی خود می‌توانند آن را اجرا کنند. علی‌رغم الزام‌آور نبودن سند «چارچوب اقدام آموزش ۲۰۳۰»، جمهوری اسلامی ایران باز هم نسبت به آن اعلام تحفظ رسمی و مکتوب کرده و دامنهٔ شمول مفاد پذیرفته شده را محدود و مشروط کرده است.

## لغو سند
روز سه‌شنبه ۲۳ خردادماه ۱۳۹۶ جلسه شورای عالی انقلاب فرهنگی برای بررسی سند ۲۰۳۰ با حضور حسن روحانی رئیس‌جمهور وقت برگزار شد. طی این جلسه اکثریت اعضای شورای عالی انقلاب فرهنگی تصویب کردند که مبنای عمل در کشور اسناد بالادستی مصوب در شورای عالی انقلاب فرهنگی، مجلس شورای اسلامی و سایر مراجع قانونی بوده و در حوزه آموزش و پرورش و تعلیم و تربیت، سند اساسی و ملّی، «سند تحول بنیادین آموزش و پرورش» خواهد بود که این سند در شورای عالی انقلاب فرهنگی به تصویب رسیده است و هر سند، بیانیه یا موضوع دیگری که مغایر با این سند باشد، ملغی است.
در نهایت در تاریخ ۲۲ شهریورماه سال ۱۴۰۰، ابراهیم رئیسی دستور لغو این سند را داد.

## دلایل لغو سند
سند ۲۰۳۰ از این حیث که شکافی در سیستم آموزشی به شدّت مذهبی ایران ایجاد می‌کرد، قابل اعتنا و مفید بود و مخالفت‌ها با آن هم از این منظر صورت گرفت. این سند از همان ابتدای رونمایی در سال ۹۵ با حملهٔ گستردهٔ محافل و رسانه‌های جریان اصولگرا روبه‌رو شد. آن‌ها مردم روستاهای مختلف ایران را هم از پمپاژ دروغ دربارهٔ این موضوع بی‌نصیب نگذاشتند و با تشکیل اجتماعات و صرف هزینه‌های زیاد، برای مردم از «تشویق کودکان به همجنسگرایی و حتی خودارضایی در این سند» گفتند! آنان بسیاری از برنامه‌هایی را که در مدارس کشور وجود داشت و شامل مواردی همچون مشاوره در مدارس دخترانه یا حتی توزیع «داروی آهن» در میان دختران دبیرستانی می‌شد و از سال‌ها پیش در مدارس رایج بود، به تبلیغ سند ۲۰۳۰ ربط دادند و خانواده‌ها و امامان جمعه را علیه آموزش و پرورش و دولت، بسیج کردند. به‌طور خلاصه، به نظر می‌رسد که دلیل مخالفت‌ها با سند ۲۰۳۰ به موارد زیر برمی‌گردد:
- تصمیم نظام و شخص خامنه‌ای برای اتخاد رویکرد انزواطلبانه و دوری از غرب و نزدیکی به شرق که لازمهٔ آن بی‌اعتنایی به نهادهای بین‌المللی بود. علی خامنه‌ای رهبر ایران در دیدار با فرهنگیان به مناسبت هفتهٔ معلّم با اشاره به سند آموزش ۲۰۳۰ گفت: «جمهوری اسلامی ایران تسلیم سندهایی مانند ۲۰۳۰ یونسکو نخواهد شد. به چه مناسبت یک مجموعهٔ به اصطلاح بین‌المللی که قطعاً تحت‌نفوذ قدرت‌های دنیاست، این حق را داشته باشد که برای ملّت‌های دنیا تکلیف مشخص کند؟ اصل کار غلط است؛ اینکه سندی را امضا کنیم و بعد بیاییم بی‌سروصدا آن را اجرا کنیم، نخیر، مطلقاً مجاز نیست.»
- سیاست ازدیاد جمعیت در سال‌های اخیر بارها مورد تأکید خامنه‌ای قرار گرفته بود و به همین منظور تبلیغات حکومتی برای تشویق ازدواج زودهنگام و خانه‌دار شدن زنان و نکوهش کارمند بودن زن و… شروع شده بود و حکومت می‌خواست ضمن دوری از ایجاد حساسیت در افکار عمومی، به شکلی نرم و خزنده، این سیاست را پیش ببرد. سند ۲۰۳۰ و تأکید آن بر برابری موقعیت دختران و پسران در بهره‌مندی از آموزش در همهٔ مقاطع و سایر موارد مطرح‌شده در اصل ۴ و ۵ این سند، مزاحم چنین سیاستی بود.
- نگاه مذهبی و ایدئولوژیک که هنوز هم آثار آن در میان سران نظام و جناح‌های تندروی ایران وجود داشت. تنها موردی که می‌توانست دستاویز مخالفان برای مخالفت با این سند باشد، یکی از بندهای هدف چهارم سند است که می‌گوید: «همهٔ فراگیران باید به دانش و مهارت‌های لازم برای ترویج توسعهٔ پایدار دست یابند؛ به‌ویژه از طریق آموزش برای توسعهٔ پایدار و آموزش و ترویج شیوه‌های زندگی پایدار، حقوق بشر، تساوی جنسیتی، ترویج فرهنگ صلح و مقابله با اشاعهٔ خشونت.»

مخالفان سند ۲۰۳۰، «ترویج فرهنگ صلح و مقابله با اشاعهٔ خشونت» را به «تلاش قدرت‌های مستکبر برای زدودن فرهنگ شهادت و ایثار» تعبیر می‌کردند. آنان حتی در سال‌های قبل از تدوین سند ۲۰۳۰، به‌خاطر تغییر برخی دروس در کتاب‌ها، به وزارت آموزش و پرورش حمله کرده و در یک مورد به‌خاطر تغییر کوچکی در درس «حسین فهمیده» به ساختمان سازمان پژوهش و برنامه‌ریزی آموزشی حمله کردند و کارکنان آن را مورد آزار و اذیت قرار دادند! در این مورد نیز آنان با همراهی منبرهای نماز جمعه، هجوم گسترده‌ای به دولت و نهادهای بین‌المللی را سازمان دادند و آن‌ها را به تلاش برای زدودن فرهنگ شهادت و «خشونت‌طلب نشان دادن شهدای مظلوم» متهم کردند. علاوه‌بر این موضوع، آنان مدّعی بودند که در سند ۲۰۳۰ که ایران آن را پذیرفته، آموزش‌های جنسی شامل خودارضایی و همجنسگرایی در مدارس الزامی خواهد شد و حتی برخی پا را فراتر گذاشتند و مدّعی شدند که ارائهٔ این آموزش‌ها با چاپ کتابی به نام لک‌لکی در کار نیست، توسط آموزش و پرورش در برخی مدارس شروع شده و به زودی فراگیر خواهد شد! این در حالی است که حتی یک بار هم در این سند، کلمات خودارضایی و همجنسگرایی نیامده است و تماماً ساخته و پرداختهٔ مخالفان سند ۲۰۳۰ بود.